# Saimax
Saimax è la particolare tipologia di navi che possono navigare nel canale Saimaa, che collega il lago omonimo al Golfo di Finlandia, nella regione della Carelia in Finlandia. I limiti massimi sono di 12,6 m di larghezza, 82, 5 di lunghezza e 4,34 m di pescaggio. Molte di queste navi hanno uno scafo rinforzato per poter navigare anche in presenza di ghiaccio. I principali prodotti trasportati sono il legno e la carta.